# Otto Zdansky
Otto Carl Joseph Zdansky, född 28 november 1894 i Wien, död 26 december 1988 i Helga Trefaldighets församling, Uppsala, var en österrikisk-svensk paleontolog, främst känd för sin upptäckt av Pekingmänniskan, skulptör och grafiker.

## Biografi
Otto Zdansky var son till köpmannen Carl Zdansky och Ottilie Werheim och från 1927 gift med Nora Anderson. Zdansky blev phil. dr. i Wien 1920. Zdansky, av judiskt ursprung, kom till Uppsala efter första världskriget där han omhändertogs av studentkåren vid Uppsala universitet. Genom studier i sin hemstad och genom kontakter med professorn i paleontologi vid universitetet, Carl Wiman, lyckades han fullfölja sina studier och disputerade 1921. Wiman var bekant med forskaren Johan Gunnar Andersson som vid tiden för Zdanskys disputation ledde utgrävningar i Kina. Genom dessa kontakter fick Zdansky hjälpa till vid utgrävningarna och en dag hittade han en kindtand från en hominid i en grotta vid Chou-Kou-Tien inte långt från Peking. Då han sedermera återvände till Uppsala och gick igenom det ditsända forskningsmaterialet upptäckte han ytterligare två tänder. Han sparade sina fynd och publicerade ingenting förrän 1926, då han hunnit göra en noggrannare undersökning av grottan. Han publicerade sina forskningsresultat i Nature, och fick året efter en professur vid universitetet i Kairo som han upprätthöll till 1950 innan han återvände till Sverige och Uppsala.
Utforskningarna fortsattes av den kanadensiske paleontologen Davidson Black och fransmannen Teilhard de Chardin, delvis i samarbete med Zdansky och Gunnar Andersson. Ytterligare fynd gjordes och den fossila människosläktingen döptes till Sinanthropus pekinensis.
Vid sidan av sitt arbete var han verksam som skulptör och medverkade i samlingsutställningar i Uppsala. Hans konst består av skulpturer utförda i mässings-, järn- och kopparplåt samt abstrakta motiv med stiliserade djur utförda som trä- eller linoleumsnitt.
Otto Zdansky är begravd på Uppsala gamla kyrkogård.